# Heinrich Schliemann
Heinrich Schliemann est un homme d'affaires allemand et un pionnier dans le domaine de l'archéologie, né le 6 janvier 1822 à Neubukow en grand-duché de Mecklembourg-Schwerin et mort le 26 décembre 1890 à Naples. Il est connu pour être le découvreur de Troie et de Mycènes.

## Biographie
Heinrich Schliemann naît en grand-duché de Mecklembourg-Schwerin le 6 janvier 1822. Fils d'un pasteur protestant pauvre, Schliemann doit interrompre ses études à 14 ans pour devenir commis d'un épicier. Il vend des harengs et des chandelles pendant cinq ans. Après un accident, il décide de changer de vie et s'embarque alors pour le Venezuela. Le bateau fait naufrage au large des Pays-Bas. Rescapé, il entre comme aide-comptable dans une maison de négoce d'Amsterdam. Il enchaîne plusieurs métiers avant d'être envoyé en 1846 à Saint-Pétersbourg, où il réussit si bien qu'il décide de s'établir à son compte comme négociant en gros. En 1851, il ouvre un bureau d'achat et de revente de poudre d'or, sa fortune se construit rapidement.
En 1852, il a deux enfants survivants sur trois : Nadejda et Serguéi. Entre 1858 et 1859, il voyage pour ses affaires, la Californie semble une terre d'avenir, il s'y installe le temps de spéculer sur l'or (c'est la Ruée). Il se fait banquier, prête aux mineurs à 12 % le mois, devient encore plus riche, revient en Russie, profite du blocus et de la guerre de Crimée pour faire commerce d'armes, de munitions, d'approvisionnement. L'argent coule à flots. Il s'installe à Paris et, en 1866, s'inscrit à la Sorbonne en sciences de l'Antiquité et langues orientales. Il continue parallèlement à développer ses affaires (par exemple en achetant des terrains à canne à sucre à Cuba). Il est l'un des correspondants de la reine Sophie des Pays-Bas.

### Le voyageur
À la fois touriste et homme d'affaires, Schliemann parcourt l'Égypte, l'Inde, le Japon et la Chine en wagons de deuxième classe. Il observe, prend des notes, amasse des documents. Au retour, il rédige ses récits de voyage, les fait publier. Il visite Rome, surtout les fouilles de Pompéi, ce qui le bouleverse et fait revenir à son esprit une très ancienne dilection : son père lui racontait la prise de Troie, l'expédition des Grecs pour reprendre Hélène…
En 1868, il visite la Grèce pour la première fois et, la même année, rencontre Frank Calvert, le vice-consul des États-Unis aux Dardanelles. Celui-ci a acheté la moitié de la colline d'Hissarlik, en Asie mineure, où les Anciens situaient les ruines de Troie. En 1869, Schliemann divorce et épouse Sofia Engastromenou, la fille d'un commerçant athénien, qui lui donne, en 1871, une fille Andromaque, et un fils Agamemnon, en 1878. La même année, il obtient la nationalité américaine et un doctorat en archéologie.

### L'archéologue

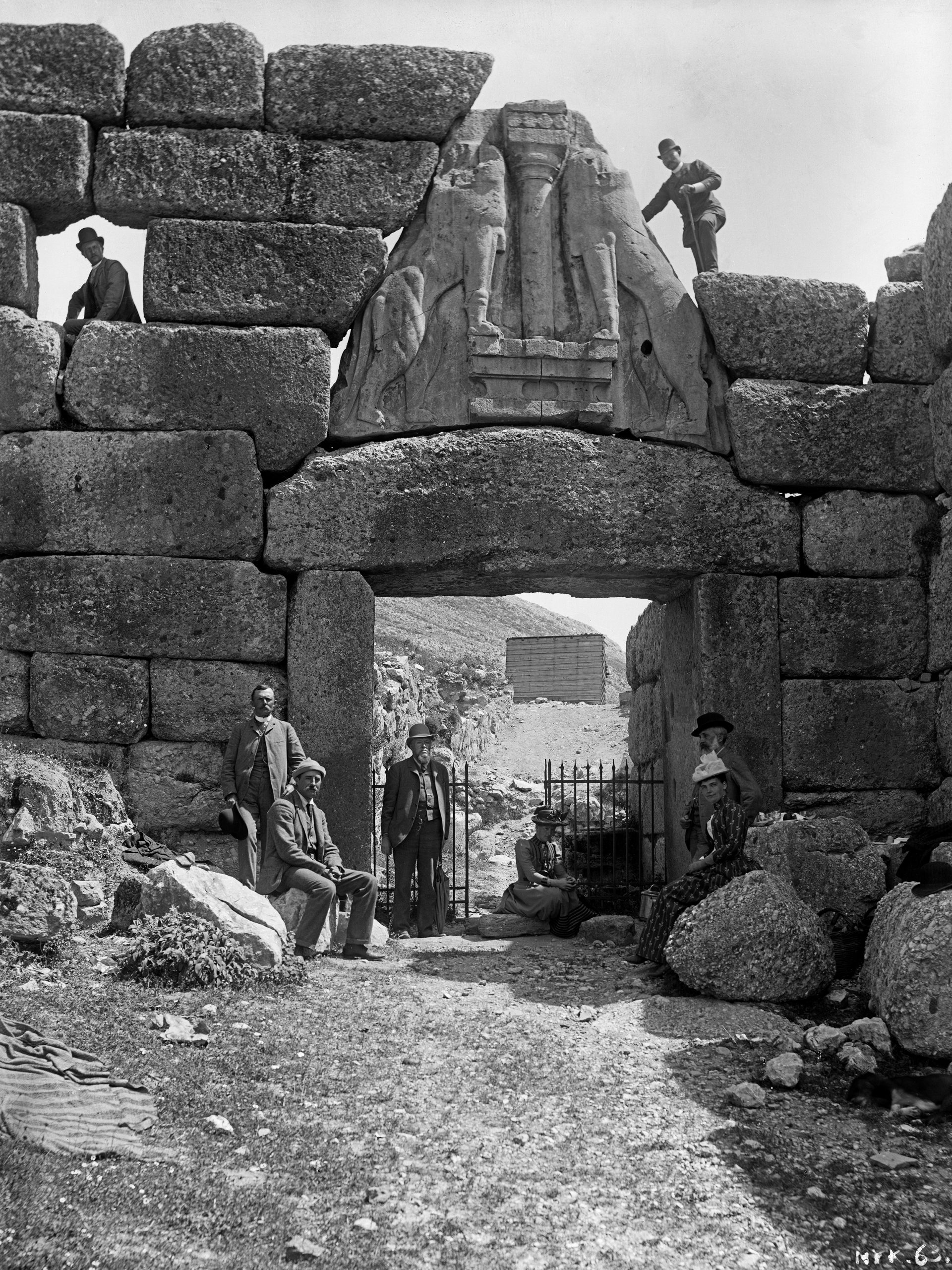
Heinrich Schliemann et Wilhelm Dörpfeld sur la Porte des Lionnes à Mycènes (vers 1885).

En 1870, Schliemann décide de commencer des fouilles. Autodidacte, il a appris plusieurs langues anciennes et orientales. Il parle notamment le français, le néerlandais, l'espagnol, l'italien, le portugais mais aussi l'arabe et le russe grâce à une méthode singulière : l'apprentissage par cœur d'une œuvre littéraire en version originale. Persuadé, comme les Anciens, que les poèmes d'Homère décrivent une réalité historique, il entreprend des fouilles en Grèce et en Asie Mineure pour retrouver les lieux qui y sont décrits.
Sur la butte d'Hissarlik, il met au jour les ruines d'une ville qu'il identifie très vite à Troie. Les fouilles de grande ampleur ne prennent pas la peine de conserver ce qui ne paraît pas contemporain à la guerre de Troie aux yeux de Schliemann. Au total, sept campagnes de fouilles ont lieu : elles mettent au jour neuf habitats superposés et 2 000 objets d'art, principalement des vases. En 1882, il engage un jeune archéologue, Wilhelm Dörpfeld, dont certains ont dit qu'il fut sa plus belle trouvaille et qui devint plus tard le directeur de la Mission archéologique allemande en Grèce. Il est assisté par un architecte de Vienne, Joseph Höfler (1860-1927), et par l'archéologue Émile-Louis Burnouf.
Il découvre ensuite les ruines de Mycènes (1874), Orchomène (1880) et Tirynthe (1884), et fouille à Ithaque. Très vite, on pense avoir prouvé la validité des descriptions d'Homère : Schliemann retrouve un masque d'or que l'on pense être celui d'Agamemnon, un grand bouclier de peaux de bœuf recouvertes de bronze, décrit dans L'Iliade comme appartenant à Ajax le Grand, ou encore une coupe ornée de clous d'or, attribuée dans le poème à Nestor. Il découvre en réalité une série de tombes à fosse et le "trésor des Atrides" datant d'une époque plus ancienne que celle d'Agamemnon. On assimile donc la civilisation de Mycènes à celle décrite par Homère, mais des travaux ultérieurs, comme ceux de Ventris et Chadwick sur le linéaire B, démontrent plus tard l'invalidité de cette thèse.
Alors qu'en 1874, Schliemann prétend avoir exhumé le trésor de Priam et les bijoux d'Hélène, le gouvernement ottoman l'accuse de vol de biens nationaux, mensonge et falsification. Schliemann n'échappe au procès qu'en faisant jouer ses relations et au prix d'une forte amende. L'archéologue fait alors sortir discrètement de l’Empire ottoman les fragments de bijoux découverts. Le second scandale est scientifique : Schliemann est accusé de s'être trompé dans la datation des objets retrouvés. En 1889, l'archéologue doit admettre son erreur. À la suite de ces affaires, Schliemann est interdit de séjour dans l’Empire ottoman.
Les fouilles sont reprises et poursuivies selon des méthodes plus rigoureuses par des savants américains sous la direction de Carl Blegen, de 1932 à 1938. C'est alors que les archéologues ont pu prouver que la septième installation humaine sur le site de Troie, Troie VII A, avait été incendiée vers 1250-1240 av. J.-C. précisément à l'époque de la guerre de Troie selon la datation fournie par Hérodote.
Bien que les fouilles de Schliemann n'aient pas été menées selon les règles, il reste un pionnier de l'archéologie grecque, et a ouvert la voie aux recherches sur la civilisation mycénienne.
Schliemann meurt en 1890, à l'âge de 68 ans.
Il est enterré au Premier cimetière d'Athènes. Sa maison à Athènes héberge actuellement le Musée numismatique d’Athènes.

## Publications
- La Chine et le Japon au temps présent, Paris, Librairie centrale, 1867 (lire en ligne)
- Ithaque, le Péloponnèse, Troie. Recherches archéologiques, Paris, Reinwald, 1869.
- Trojanische Altertümer. Bericht über die Ausgrabungen in Troja, Leipzig, Brockhaus, 1874.
- Mycenae: a narrative of researches and discoveries at Mycenae and Tiryns, Londres, J. Murray, 1878.
- Ilion: the city and country of the Trojans in the years 1871, 72, 73, 78, 79, Londres, J. Murray, 1880.
- Orchomenos. Bericht über meine Ausgrabungen im böotischen Orchomenos, Leipzig, Brockhaus, 1881.
- Troja. Results of the latest researches on the site of Homer's Troy, Londres, J. Murray, 1884.
- Tiryns. Der prähistorische Palast der Könige von Tiryns. Ergebnisse der neuesten Ausgrabungen, Leipzig, Brockhaus, 1885.
- Ilios, ville et pays des Troyens. Fouilles de 1871 à 1882, Paris, Firmin-Didot, 1885.
- Une vie pour Troie, Paris Genève, Slatkine, 1996  (ISBN 2-05-101463-9).
- Heinrich Schliemann, La fabuleuse découverte des ruines de Troie. Réunit : "Premier voyage à Troie : 1868" ; "Antiquités troyennes : 1871-1873" ; préface de Henri de Saint-Blanquat ; textes français de l'auteur et d'Alexandre Rizos Rangabé. Paris : Pygmalion, 1992. Réédition : Paris : Tallandier, 2011, collection Texto  (ISBN 978-2-84734-787-6)
- Heinrich Schliemann, Une Vie d'archéologue. Recueil de textes extraits de diverses publications et partiellement traduits de l'allemand, présenté par Paul Faure, Paris : J.C. Godefroy, 1982  (ISBN 2-86553-014-0)
- Heinrich Schliemann, Une vie pour Troie ; trad. de l'anglais par Madame E. Egger ; préf. de Hervé Duchêne. Paris ; Genève : Slatkine, 1996, collection Fleuron (ISBN 2-05-101463-9)

## Évocations dans la fiction
- Un téléfilm allemand réalisé par Dror Zahavi en 2007, Troie, la cité du trésor perdu, est une fiction inspirée par la vie de Schliemann et par ses fouilles sur le site d'Hissarlik.
- La Chute de Troie, de Peter Ackroyd : roman narrant les aventures de l'archéologue « Obermann », récit très inspiré de la vie de H. Schliemann.
- « Le masque de Troie », de David Gibbins : roman prenant pour base les fouilles entreprises par Schliemann à Troie.  (ISBN 978-2-266-22229-7)
- Schliemann, épisodes ignorés (1982) : pièce de théâtre écrite et mise en scène par Bruno Bayen au théâtre de Chaillot, salle Gémier (Antoine Vitez jouait le rôle-titre). Texte édité chez Gallimard.
- Dossier A. est un manga avec au dessin Osamu Uoto et au scénario Garaku Toshusai paru chez Delcourt. Schliemann y est au centre de l'intrigue et on évoque certaines parties de sa vie et on retrouve même des citations tirées de ses écrits (par exemple de son voyage au Japon) mais ce manga étant une fiction parlant de l'Atlantide, tout n'est pas véridique.
- Des jours et des nuits ou Le rire de Sara (2001) de Gilbert Sinoué, ed. Folio. Mentionné pages 293 et ss, à propos de ses travaux en Grèce.
- Une folle histoire d'archéologie (2023) est une bande dessinée de Gabrielle Lavoir et  Arnaud Pizzuti, ed. Dunod retraçant la vie de  Schliemann.

## Filmographie
- Dror Zahavi, Der geheimnisvolle Schatz von Troja (Troie, la cité du trésor perdu), TV, 2007

## Articles liés
- Ernst Bötticher